# Paul Smith (författare)
Paul Smith, född 1948, är en dansk journalist och författare.

## Biografi
Smith utbildade sig till journalist i slutet av 1960-talet, och har också en kandidatexamen i historia och filosofi. Han har skrivit politisk revy och satir, och var lärare på Askovs folkhögskola 2000–2006.
Han har varit talesman för den danska föreningen Sammanslutningen av medvetet arbetsskygga element (SABAE). Han har lett kampanjerna för SABAE:s frontfigur Jacob Haugaard(da) för att komma in i Folketinget, vilket lyckades vid sjunde försöket 1994. Smith var bland annat upphovsman till Haugaards politiska krav på medvind för cyklister.

### Palmemordet
Smith blev 2006 omtalad som författare med romanen Opklaringen af et meget omtalt mord, där handlingen utspelar sig kring Palmemordet. År 2010 återvände han till Palmemordet med fackboken Den endelige opklaring, där han argumenterade för att mördaren var den person som omtalades under pseudonymen ”GH” i den svenska granskningskommissionen för brottsutredningen efter mordet på Olof Palme.
År 2012 återkom han med boken Palmes morder: er mordgåden løst? där han bland annat avslöjade namnet bakom pseudonymen ”GH”. Boken blev även omtalad bland svenska medier.
År 2017 gav han ut ytterligare en bok om Palmemordet.

### Övrigt
Smith gav 2015 ut den politiska thrillern Kampen om Staunings stol, som med fiktionens form levandegör många historiska källor om händelserna vid inledningen av den tyska ockupationen av Danmark 1940.